# João Nicolau
João Nicolau (Lisboa, 1975) é um cineasta português.

## Biografia
Estudou Antropologia. Realizou o documentário Calado não Dá em 1999 e trabalhou em montagem cinematográfica, colaborando em filmes de João César Monteiro, Margarida Gil e Miguel Gomes. Rapace, estreado no Festival de Cannes em 2006, é a sua primeira curta-metragem de ficção e foi galardoada com o Prémio de Melhor Filme no Festival Internacional de Curtas-Metragens de Vila do Conde. Realizou, em seguida, "Canção de Amor e Saúde", mais um curta metragem, participando mais uma vez da Quinzena de Realizadores em Cannes. Em 2010, finalizou seu primeiro longa-metragem, "A Espada e a Rosa", exibido no Festival de Veneza.

## Filmografia
- John From (2015)
- Gambozinos - curta-metragem (2013)[1]
- A Espada e a Rosa - longa-metragem de ficção (2010)
- Canção de Amor e Saúde - curta-metragem (2009)[1]
- Rapace - curta-metragem (2006)[1]
- Calado Não Dá - documentário (1999)